# Le Guide pervers du cinéma
Pour plus de détails, voir Fiche technique et Distribution.
Le Guide pervers du cinéma (The Pervert's Guide to Cinema) est un film documentaire néerlando-austro-britannique réalisé par Sophie Fiennes et sorti en 2006. 
Le philosophe slovène Slavoj Žižek y critique un certain nombre de films d'un point de vue théorique psychanalytique.

## Synopsis
Le film est une approche psychanalytique en trois parties de l'étude du cinéma. L'intrigue consiste en un changement constant d'images de films mondialement connus, commentées par Žižek, tandis que le réalisateur le place dans les décors reconstitués de chaque film. Cela donne l'impression que le philosophe observe le concept et l'intrigue des films de l'intérieur et discute de la signification originale du scénario.
Žižek montre comment le langage visuel des films nous ramène à nos expériences les plus profondes, inaccessibles dans la vie quotidienne, éveille nos désirs tout en les maintenant à une distance sûre. Il s'ensuit une communication sous forme concentrée et essentielle avec le spectateur. Žižek explique ainsi ce que les Marx Brothers peuvent nous dire sur le fonctionnement de l'inconscient et pourquoi les oiseaux attaquent les hommes dans le chef-d'œuvre d'Hitchcock. La première partie examine les structures fictives qui prouvent notre expérience de la réalité et le caractère aléatoire du désir qui sape cette expérience. Elle contient une analyse freudienne de l'apparition de notions telles que le ça, le moi et le surmoi à travers le cinéma.
La deuxième partie traite du fantasme et de la sexualité, à la fois masculine et féminine. Considérant le rôle majeur des fantasmes dans les rapports sexuels, Žižek montre les différences entre un homme et une femme en ce qui concerne leur libido et leurs fantasmes sexuels (ou plutôt la nature différente du fantasme dans leur sexualité). Le fantasme peut à la fois pacifier et déstabiliser, c'est lui qui permet le rapport sexuel (quand il n'y a pas de fantasme, des pensées se produisent : qu'est-ce que je fais ici ? Pourquoi est-ce que je fais ces mouvements idiots de va-et-vient ?) Nous l'inventons nous-mêmes et lui donnons vie. Lorsque le fantasme s'effondre, l'horreur de la réalité apparaît. La vraie sexualité n'existe qu'en mots (c'est pourquoi les scènes les plus érotiques des films sont des scènes de flash-back : un flash-back bloquerait l'imagination du spectateur). C'est aussi sous cet angle que l'on discute du porno - dans les films romantiques, il y a une composante émotionnelle et imaginative, mais pas vraiment ; dans le porno, en revanche, tout est réaliste et détaillé - mais la composante émotionnelle est remplacée par quelque chose d'idiot dans le style, comme : Une femme est dans son appartement, un plombier arrive et répare la baignoire. La femme dit alors : « J'ai encore un trou, pourriez-vous y travailler ? ».
La troisième partie traite de la contradiction entre l'illusion et la réalité. Žižek dit que lorsque nous tombons amoureux, nous identifions mal la personne. Nous n'y voyons que ce que nous voulons y voir, à savoir nos désirs et nos illusions. Le cinéma est une reconstruction de la réalité, c'est pourquoi nous avons besoin de films. Mais le cinéma est aussi un art extrêmement pervers. « Il ne te donne pas ce que tu souhaites, il te dicte ce que tu dois souhaiter ». Nous avons littéralement besoin du cinéma pour comprendre le monde d'aujourd'hui. Ce n'est que dans les films que nous pouvons voir une dimension importante à laquelle nous ne pouvons pas faire face dans la vie réelle. « Si vous essayez de comprendre ce qui est plus réel que la réalité, regardez des films de fiction ».
Žižek cherche toutes les réponses aussi bien dans le cinéma commercial que dans le cinéma d'auteur, car chaque œuvre peut être matière à psychanalyse. L'idée principale du philosophe est que l'illusion est plus réelle que la réalité, abandonner l'illusion signifie abandonner la réalité. Nous fuyons la dure réalité dans l'imagination, et après ne pas avoir supporté les fantasmes, nous courons à nouveau vers la réalité.

## Fiche technique
- Titre français : Le Guide pervers du cinéma[1],[2]
- Titre original : The Pervert's Guide to Cinema[3],[4]
- Réalisation : Sophie Fiennes
- Scénario : Slavoj Žižek
- Photographie : Remko Schnorr
- Montage : Sophie Fiennes, Marek Kralovsky, Ethel Shepherd
- Musique : Brian Eno
- Décors : Ben Zuydwijk
- Société de production : Mischief Films, Amoeba Film
- Pays d'origine :  Royaume-Uni -  Pays-Bas -  Autriche
- Langue originale : anglais britannique
- Format : couleurs - 1,78:1
- Genre : film documentaire
- Durée : 150 minutes
- Dates de sortie :
  - Australie : 17 juin 2006
  - Royaume-Uni : 6 octobre 2006

## Liste des films critiqués
- 1931 : Fascination (Possessed) de Clarence Brown
- 1931 : Monnaie de singe (Monkey Business) de Norman Z. McLeod
- 1931 : Frankenstein de James Whale
- 1931 : Les Lumières de la ville (City Lights) de Charlie Chaplin (film muet)
- 1933 : La Soupe au canard (Duck Soup) de Leo McCarey
- 1933 : Le Testament du docteur Mabuse (Das Testament des Dr. Mabuse) de Fritz Lang
- 1935 : Les Trois Petits Loups (Three Little Wolves) de David Hand
- 1939 : Le Magicien d'Oz (The Wizard of Oz) de Victor Fleming
- 1940 : Le Dictateur (The Great Dictator) de Charlie Chaplin
- 1942 : Cinquième Colonne (Saboteur) d'Alfred Hitchcock
- 1945 : Au cœur de la nuit (Dead of Night) d'Alberto Cavalcanti, Charles Crichton, Basil Dearden, Robert Hamer
- 1948 : Les Chaussons rouges (The Red Shoes) de Michael Powell, Emeric Pressburger
- 1949 : Les Cosaques de Kouban (Кубанские казаки) d'Ivan Pyriev
- 1951 : Alice au pays des merveilles (Alice in Wonderland), de Clyde Geronimi, Wilfred Jackson, Hamilton Luske (production des studios Disney)
- 1954 : Fenêtre sur cour (Rear Window) d'Alfred Hitchcock
- 1955 : La Main au collet (To Catch a Thief) d'Alfred Hitchcock
- 1956 : Les Dix Commandements (The Ten Commandments) de Cecil B. DeMille
- 1958 : Sueurs froides (Vertigo) d'Alfred Hitchcock
- 1958 : Ivan le Terrible, 2e partie (Иван Грозный, 2-я серия) de Sergueï Eisenstein
- 1959 : La Mort aux trousses (North by Northwest) d'Alfred Hitchcock
- 1966 : L'Opération diabolique (Seconds) de John Frankenheimer
- 1960 : Psychose (Psycho) d'Alfred Hitchcock
- 1963 : Les Oiseaux (The Birds) d'Alfred Hitchcock
- 1964 : Docteur Folamour (Dr. Strangelove) de Stanley Kubrick
- 1966 : Persona d'Ingmar Bergman
- 1972 : Solaris (Солярис) d'Andreï Tarkovski
- 1973 : L'Exorciste (The Exorcist) de William Friedkin
- 1974 : Conversation secrète (The Conversation) de Francis Ford Coppola
- 1979 : Alien, Le Huitième Passager (Alien) de Ridley Scott
- 1979 : Stalker (Сталкер) d'Andreï Tarkovski
- 1984 : Dune de David Lynch
- 1986 : Blue Velvet de David Lynch
- 1990 : Sailor et Lula (Wild at Heart) de David Lynch
- 1993 : Trois Couleurs : Bleu (Trzy kolory. Niebieski) de Krzysztof Kieślowski
- 1997 : Lost Highway de David Lynch
- 1997 : Alien, la résurrection (Alien: Resurrection) de Jean-Pierre Jeunet
- 1999 : Matrix des Wachowski
- 1999 : Fight Club de David Fincher
- 1999 : Eyes Wide Shut de Stanley Kubrick
- 2001 : Mulholland Drive de David Lynch
- 2001 : La Pianiste (Die Klavierspielerin) de Michael Haneke
- 2003 : In the Cut de Jane Campion
- 2003 : Dogville de Lars von Trier
- 2005 : Star Wars, épisode III : La Revanche des Sith (Star Wars: Episode III – Revenge of the Sith) de George Lucas